# Palliolum
Palliolum је род шкољки у оквиру породице Pectinidae. Према сајту ИТИС-а, синоним за овај род је Pseudamusium. Једна од врста је откривена и на Новом Зеланду и то указује да је овај род новијег датума у тамошњој фауни, мада се тај закључак доводи у сумњу због повезаности овог рода са родом Camptonectes који је присутан од периода креде.

## Врсте
У оквиру овог рода, познате су следеће врсте:
- (1846)